# Grupo Osborne

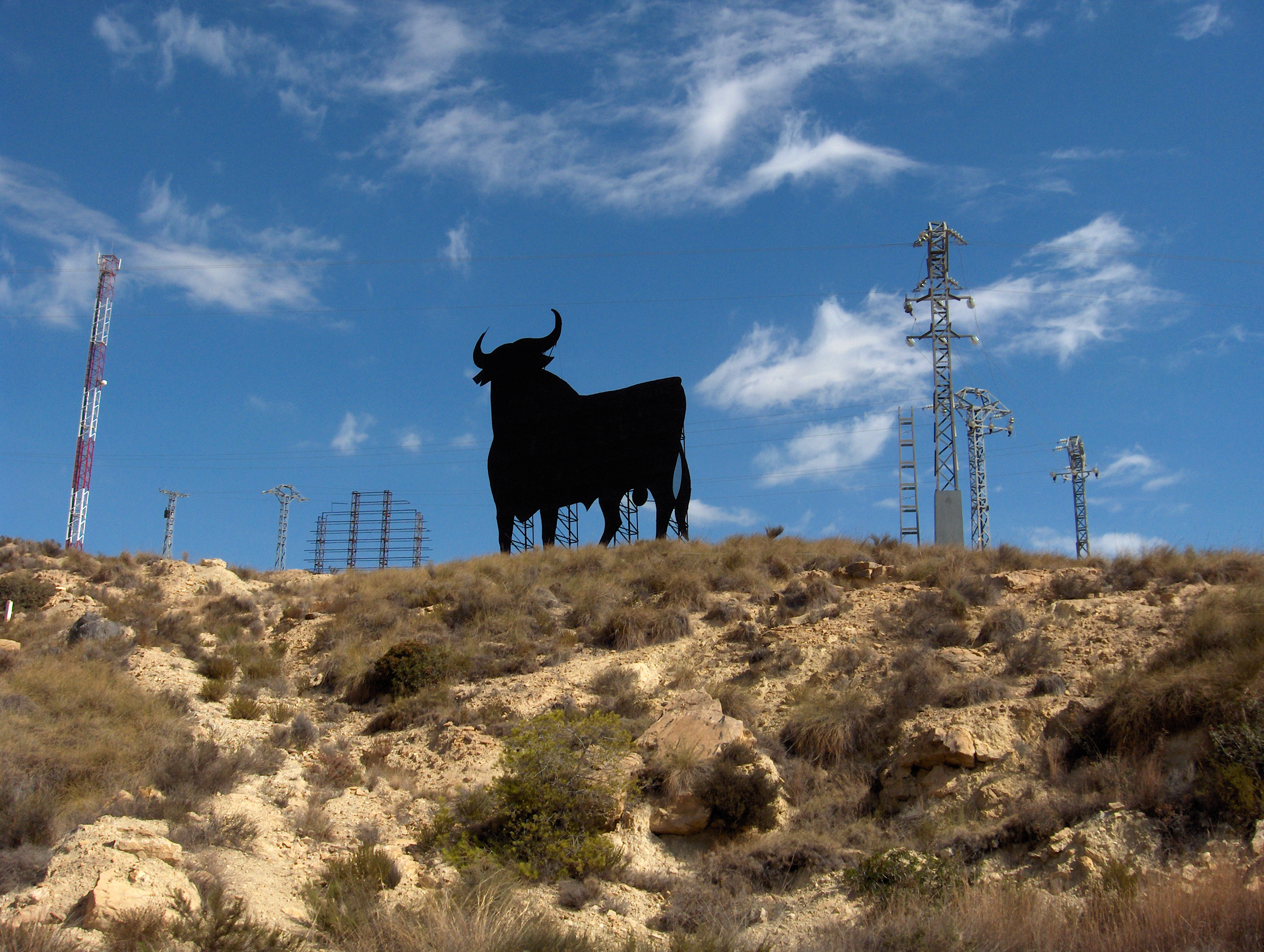
Valla publicitaria del Toro de Osborne.

El Grupo Osborne es un grupo empresarial familiar español dedicado a la elaboración de vinos, bebidas espirituosas y derivados del cerdo.

## Marcas

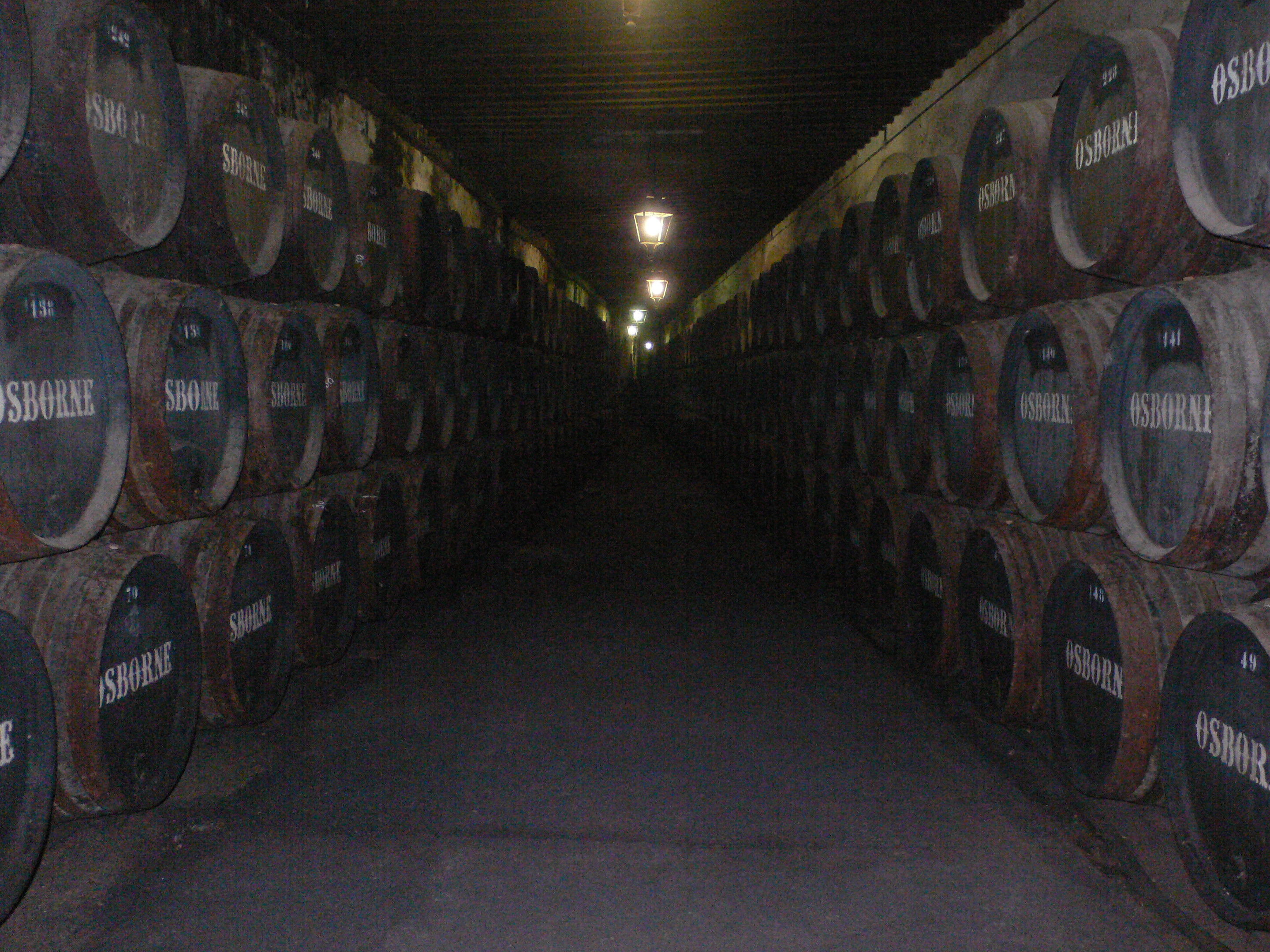
Bodega en El Puerto de Santa María.

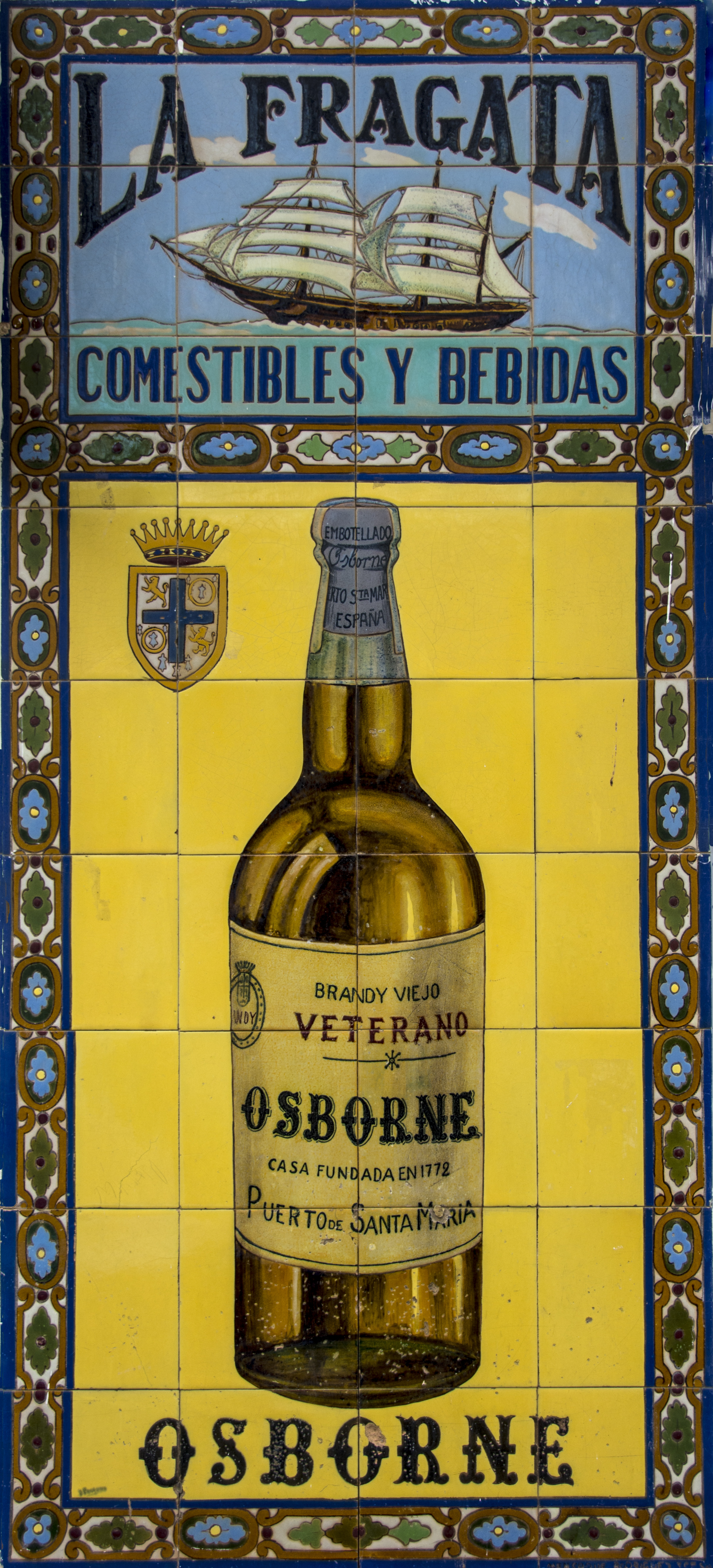
Anuncio de Veterano en azulejos.

### Vinos
Las Bodegas Osborne fundadas en 1772 en El Puerto de Santa María comercializan vinos con D. O. (Denominación de Origen) Jerez-Xéres-Sherry.
Desde finales del siglo XIX, Osborne mantiene una fábrica en la ciudad manchega de Tomelloso, de la cual extrae una proporción importante de todo el brandy que comercializa el Grupo Osborne.
La Bodega Montecillo, propiedad de Osborne, fue fundada en 1870 en Fuenmayor y comercializa vinos con D. O. de Rioja.
En la década de 1990, Osborne construye una bodega en Malpica de Tajo (Toledo), propietaria de un viñedo de 800 hectáreas, que comercializa vinos tintos, blancos y rosados bajo la marca Solaz.
En 1999 la empresa comienza a producir vinos Ribera del Duero bajo la marca Señorío del Cid y, en 2007, comenzó a producir bajo la misma marca vinos con D. O. Rueda.
Osborne también comercializa vinos con D. O. Oporto.
Osborne también está presente en el Panadés, donde produce el cava Abadía de Montserrat.

### Otras bebidas
Elabora y comercializa los brandies Carlos I (de los que hay una serie de alta gama), Felipe II, 103, Veterano, Magno, Carlos III y Conde de Osborne. Así mismo, comercializa un derivado del brandy llamado Ponche Santa María.
También elabora y comercializa las marcas de ginebra Ampersand, Nordés Gin y Gin Gold 999.9. También están entre sus marcas el conocido Anís del Mono y los licores Xantiamen.
Así mismo, la distribución exclusiva en España del ron venezolano Santa Teresa, de la ginebra Brockmans, entre otras marcas, han sido confiadas al Grupo Osborne.

### Productos ibéricos
En lo que respecta a los derivados del cerdo, los productos de Osborne son elaborados en Jabugo desde 1879 bajo las marcas Cinco Jotas y  Sánchez Romero Carvajal. El 100% de la producción procede de cerdos de bellota 100% ibéricos, la máxima categoría dentro de la legislación española sobre derivados del cerdo ibérico
Adicionalmente, Osborne cuenta desde el año 2009 con productos elaborados bajo la licencia de la célebra marca del Toro de Osborne, en diversas categorías como moda y complementos, artículos de regalo y productos de alimentación gourmet.
El Grupo Osborne también cuenta con una división de restauración, con presencia en Madrid, Barcelona, Sevilla y en diversos puntos de venta internacionales.

## Historia

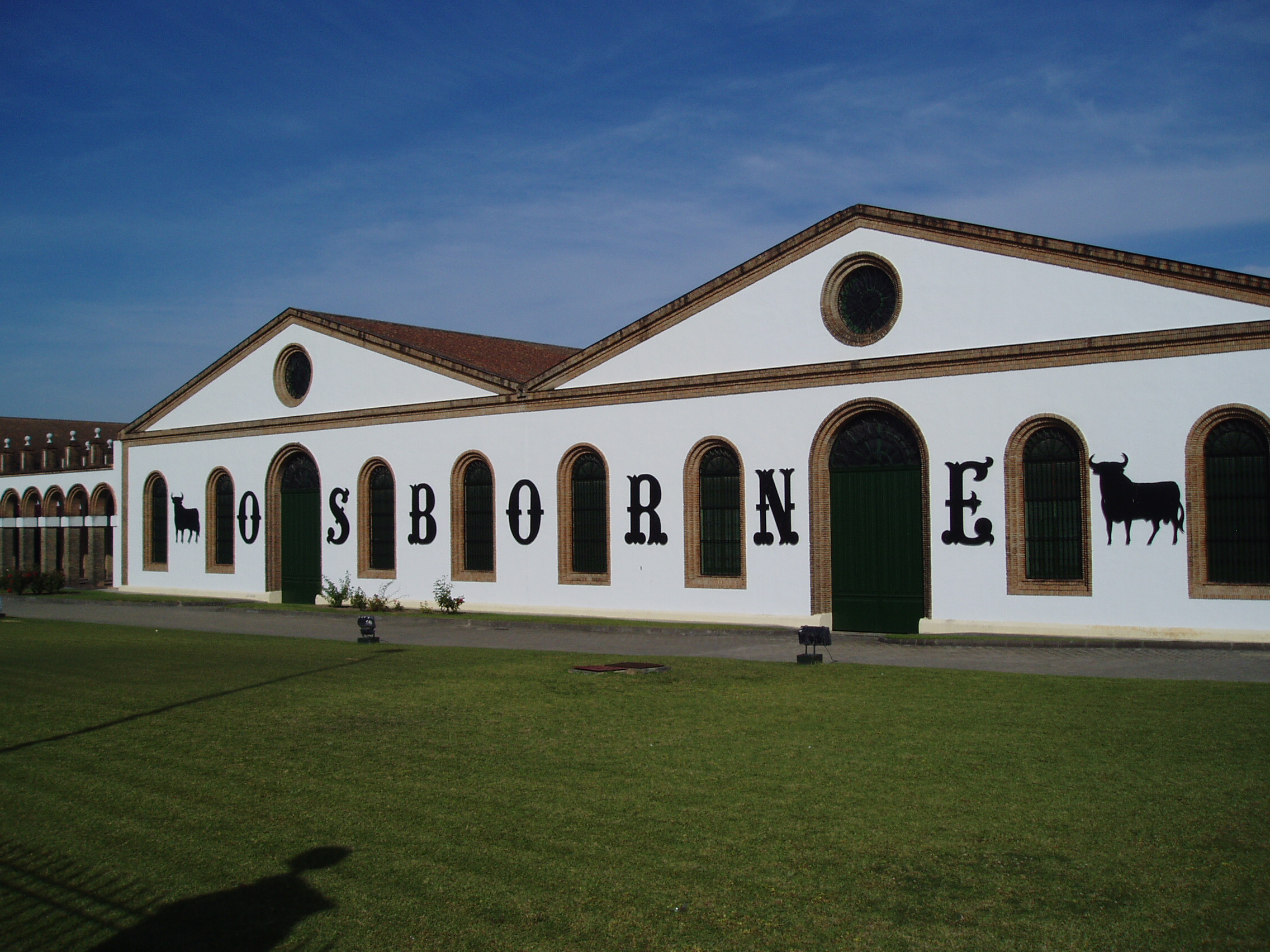
Exterior de la Bodega del Tiro.

Fundada en 1772, está considerada como una de las cien empresas en activo más antiguas del mundo (puesto 94) y la segunda de España.
Fue creada por Thomas Osborne Mann, procedente de Exeter (Devon, Inglaterra) quien se asentó en Cádiz a finales del siglo XVIII, constituyendo una agencia exportadora de vino de Jerez. 
En Inglaterra, Robert Osborne, señor de Yalbourne, Devon, inició su negocio de importación de vinos a fines del siglo XVII. El octavo señor de Yalbourne, Thomas (nacido hacia 1761) viajó a España, atraído como tantos extranjeros entonces por la calidad de sus vinos en la década de 1780. Allí trabajó para los banqueros y exportadores de vino Lonergan y White. Al mismo tiempo trabó amistad con el cónsul británico sir James Duff y con su socio William Gordon, quienes le propusieron exportar los vinos de sus bodegas. Este producto fue muy apreciado en Inglaterra y los Estados Unidos, país donde fuera elogiado por el escritor Washington Irving. Thomas, ya próspero comerciante y socio de Duff Gordon, adquirió bodegas propias en Jerez y en El Puerto de Santa María.
En 1825 contrajo matrimonio con Aurora Böhl de Faber, hija de Juan Nicolás Böhl de Faber, cónsul de Alemania en Cádiz, hispanista y apoderado de la firma comercial Duff Gordon. Se trasladó definitivamente, entonces, a El Puerto de Santa María, fusionando todas sus bodegas bajo una única marca: Osborne.
Falleció en 1854, sucediéndole en la empresa su primer hijo, Tomás Osborne y Böhl de Faber; si bien fue su mujer Aurora quien llevó los negocios hasta la mayoría de edad del joven. Su segundo hijo, Juan Nicolás, emprendió la carrera diplomática en Nápoles y en Rusia, recibiendo uno de los títulos nobiliarios pontificios otorgado por Pío IX, el de conde de Osborne, en 1869.

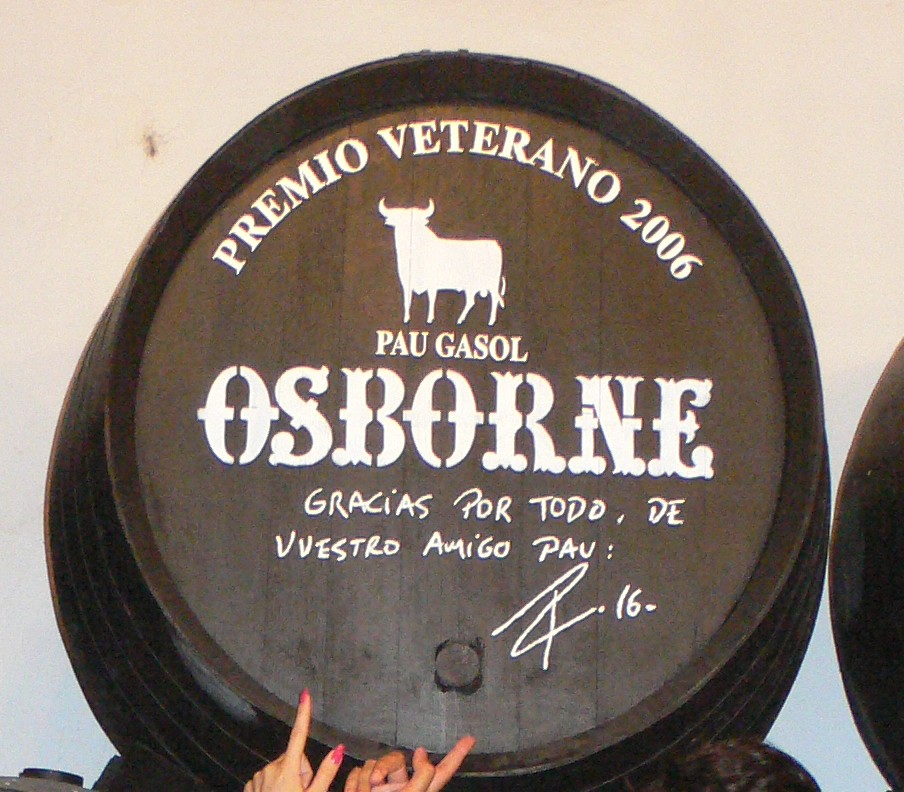
Bota firmada por Pau Gasol. Bodega de El Puerto de Santa María.

A Tomás Osborne le sucede su hijo Tomás Osborne Guezala, que hereda de su tío Juan Nicolás (sin descendencia masculina) el título de conde de Osborne. Preside la compañía hasta 1935, fecha de su muerte.
Entre 1935 y 1972 la empresa es dirigida por Ignacio Osborne Vázquez, III conde, marcando el momento de su gran expansión en España. Desde la muerte de Ignacio, su hermano Antonio dirige la compañía hasta 1980, en ese año Enrique Osborne MacPherson, primo de Antonio, asume el máximo cargo, que detentará hasta 1988. En ese año fue nombrado presidente la compañía el IV conde de Osborne, Tomás Osborne y Vázquez, hijo de Ignacio.
A partir de 1996 su hijo, Tomás Osborne Gamero-Cívico (actual conde de Osborne), asume la presidencia del consejo de administración dirigiendo la firma junto con su primo Ignacio Osborne Cólogan (consejero delegado) y su prima María del Carmen Osborne Fernández (vicepresidente), hasta 2017, año en el que se produce el relevo. Será el hasta entonces consejero delegado Ignacio Osborne Cólogan el nuevo presidente,  Tomás Osborne Gamero-Civio, presidente de honor y Fernando Terry Osborne el nuevo consejero delegado.
La empresa logró desde su fundación gran expansión, se consolidó en la primera mitad del siglo XX en el mercado español de brandy, y aumentó sus beneficios en la segunda mitad de siglo XX, siendo sus marcas estrella Veterano y Magno, de gran consumo, merced a sus bodegas de El Puerto de Santa María. La compañía se ha expandido por medio de la adquisición de otras empresas del mismo rubro llegando a tener una importante presencia internacional. Actualmente sus productos se encuentran en más de 50 países y el 100% de su capital social sigue en manos de la familia Osborne.
Desde la década de 1960 del siglo XX se caracterizó por una notable campaña publicitaria para el Brandy Veterano, basada en la colocación de grandes carteles de publicidad vial en los que se representa a la compañía mediante la silueta negra de un toro de lidia.
En 2020 Osborne ha sido nombrado por la reconocida revista británica Drinks International como “Brandy Producer of the Year” en su XXV International Spirits Challenge, la competición de bebidas espirituosas más respetada e influyente del mundo.

### Presidentes de la compañía
- Thomas Osborne Mann (1837-1854)
- Tomás Osborne y Böhl de Faber (1854-1890)
- Tomás Osborne Guezala, II conde de Osborne (1890-1935)
- Ignacio Osborne Vázquez, III conde de Osborne (1935-1972)
- Antonio Osborne Vázquez (1972-1980)
- Enrique Osborne MacPherson (1980-1988)
- Tomás Osborne y Vázquez, IV conde de Osborne (1988-1996)
- Tomás Osborne Gamero-Cívico (1996-2017)
- Ignacio Osborne Cólogan (2017-actualidad)

## Galardones
- Mejor Tienda en Bodega' en 2017 por la rehabilitación integral de la Bodega de Mora[13]
- Brandy Producer of the Year en 2020 en la XXV International Spirits Challenge